# Gimme the Prize
A Gimme the Prize a hetedik dal a brit Queen együttes 1986-os A Kind of Magic albumáról. A szerzője Brian May gitáros volt. Kifejezetten a Hegylakó című filmhez készült, és ahogy alcíme (Kurgan's Theme – Kurgan dala) is jelzi, a film fő gonoszához, Kurganhoz kapcsolódik.
Hasonló koncepcióból közelíti meg a filmet, mint a Princes of the Universe: a halhatatlanok felsőbbrendűségét és hatalomvágyát hirdetve. Elhangzik pár eredeti mondat a filmből, úgymint a mottónak tekinthető „there can be only one – csak egy maradhat”, mind a címszereplő Christopher Lambert, mind a Kurgant játszó Clancy Brown szájából.
Hangszerelését tekintve elüt az album dalaitól, de az együttes 1980-as évekbeli hangzásától is, szintetizátor egyáltalán nem hallható a felvételen, csak elektromos gitár, basszusgitár és dob. A dal közepe felé May a skót duda hangját utánozta a Red Special gitárjával.

## Változatok
A dalból a filmben egy mindössze 43 másodperces részlet hallható. A szám megjelent az 1998-as Queen: The Eye című ötrészes CD-ROM alapú számítógépes játék részeként is, méghozzá összesen öt változatban. A változatok nagyon hasonlóak, tipikusan csak a vokálban különböznek, de némileg hosszabbak az albumbeli változatnál, és újabb dobvariációkat tartalmaznak. Létezik egy csak hangszeres változat is.

## Gitárszóló
Az erősen heavy metalos hangzású dalban domináns hangszer May elektromos gitárja, és ehhez kapcsolódik a szám technikai szempontból leggyakrabban kiemelt zenei részlete: Brian May 2:35-nél kezdődő, huszonnyolc másodperces szólója, amelyben gitárjával – a film skót témájához illeszkedve – egy duda hangját utánozza. A kritika rámutatott, hogy May itt Eddie Van Halen technikáját utánozza, és egy 1989-es interjúban May maga is elismeri, hogy „példásnak” találta Van Halen gitárjátékát. Bár ezt a dalt nyilvánosan sohasem adták elő, May a koncerteken időnként belekeverte a Fat Bottomed Girls lezárásába a skótduda-motívumot.

## Kislemezen
A dal kislemezen is megjelent, az A Kind of Magic amerikai kiadásának B-oldalán, a Capitol Music gondozásában. A kislemez borítóján elöl az A Kind of Magic album borítógrafikája, hátul az együttes tagjait ábrázoló fénykép látható. 

## Fogadtatás
A szám nem aratott jelentős sikert. A Rate Your Music portál egytől ötig terjedő skáláján 2,32-os átlagpontszámot kapott.
A dalt a szerző Brian May maga sem értékelte nagyra. Tízpontos skáláján öt pontot adott rá (az album dalainak átlagos pontszáma 7,1), és a „felejthető” szóval minősítette. May szerint a Hegylakó többi Queen-száma önmagában is megállja a helyét, de ez elválaszthatatlan a filmtől, ami nem válik előnyére. A szöveg sem maradandó: pusztán a filmbeli főgonosz nagyívű kinyilatkoztatásaiból áll.
May elmondása szerint a dal Freddie Mercury és John Deacon tetszését sem nyerte el.

## Közreműködők
- Freddie Mercury: ének
- Roger Taylor: Gretsch dobfelszerelés
- John Deacon: Fender Precision Bass
- Brian May: Red Special[8]

## Külső hivatkozások
- Dalszöveg
- A Gimme the Prize 2011-es változata. YouTube